# Andrea Bellunello
Andrea di Bertolotto, noto come il Bellunello (Campedello, 1430 circa – San Vito, 1494), è stato un pittore italiano del primo Rinascimento.

## Biografia
Pur nativo di Belluno, figlio di Bertolotto, fu probabilmente apprendista nella bottega di Leonardo da Bressanone, e Dario da Treviso, Andrea da Murano, Antonio Vivarini e Bartolomeo Vivarini furono i pittori che più influenzarono la sua formazione, e lo avvicinarono all'ambito mantegnesco-muranese.
Nel 1455 si stabilì a San Vito al Tagliamento, in Friuli, firmandosi sempre come originario di quel luogo. Viene considerato uno dei promotori del rinnovamento della scuola friulana, grazie alla sua piena adesione ai canoni rinascimentali, seppur tradotti in chiave provinciale e con un linguaggio rusticano estremamente vitale.
I contemporanei apprezzarono le sue opere: Giovanni Stefano Emiliani detto Cimbriaco lo definì «l'Apelle della sua età», e nel XVI secolo Girolamo Cesarino nel suo Dialogo (1582) attestava come fosse presente e diffusa l'ottima fama dell’artista. Il giudizio positivo su Bellunello e sul suo ruolo di rinnovatore della pittura rinascimentale friulana, fu confermato da Federico Altan (1772) e dal de Renaldis (1798) nel XVIII secolo, oltre che da Maniago (1819) e da Cavalcaselle (1876) nell'Ottocento.
Il primo documento riguardante la sua carriera risale al 1468 e ci informa su un suo contratto per una pala, da tempo perduta, per la chiesa di Flumignano.
Nella sua Crocifissione del 1476 si rilevarono ancora elementi artigianali sia nella scala cromatica sia nei segni, mentre già quattro anni dopo, nel Polittico di san Floriano e nella Madonna della parrocchiale di San Vito, si evidenziarono tracce della nuova poetica.
Nel 1480 fu attivo per la chiesa di San Floriano di Forni di Sopra, con un polittico formato da venti santi in due file, Annunciazione e Ecce Homo.
Tra i suoi lavori più significativi, si annoverano la Madonna e Bambino della parrocchiale di Savorgnano di San Vito al Tagliamento e un San Vincenzo Ferreri, caratterizzati da una certa monumentalità e da una staticità delle figure.
Altri suoi documenti ci informano che nel 1470 fu contattato per dipingere armadio e portelle dell'organo del duomo di Udine, e nel 1484 fu attivo per il duomo di Aquileia. Lavorò anche in altre località friulane, come Pordenone e Spilimbergo.
Al Bellunello è stato attribuito il disegno di due piccole vetrate provenienti dalla Casa della fraterna di Santa Maria di Castello e conservato nei Civici musei di Udine. Inoltre svolse anche l'attività di intagliatore, come dimostrano il San Paolo di collezione privata (in passato nella chiesa di Santa Maria Nova in borgo Tiera di Belluno), la Madonna Rusconi del Civico museo di Pordenone, il trittico della chiesa parrocchiale di Bagnara poi al Museo Correr di Venezia e il trittico con Madonna della Misericordia e sante (in passato nella chiesa di Santa Petronilla e poi nella parrocchiale di Savorgnano di San Vito).
Nel 1492, avendo grandi problemi di salute, fece testamento. e morì a San Vito nel 1494.
Influenzò Gianfrancesco da Tolmezzo e la sua scuola.
Nel duomo di Oderzo c'è un affresco, a lui attribuito, del 1473, dono dei fratelli Rino e Angelo Mattiuzzi. Questo affresco si trovava nel sottoportico della loro casa.

## Opere
- Madonna con Bambino (1481), scultura su legno, chiesa di Cavarzano di Belluno,
- Madonna e Bambino, parrocchiale di Savorgnano, San Vito al Tagliamento,
- San Vincenzo Ferreri, fresco, chiesa di Frari, San Vito al Tagliamento
- Cristo crocifisso e Santi[5] (1476), tela/ pittura a tempera, Civici musei e gallerie di storia e arte del Castello, Udine,
- Madonna in trono con Bambino ed i Santi Rocco e Sebastiano, angeli, fresco, Oratorio Santi Filippo e Giacomo, San Martino al Tagliamento
- I SS.Rocco e Sebastiano con devoto, fresco, Parrocchia, Savorgnano di San Vito al Tagliamento,
- Madonna in trono con Bambino, fresco su strappo, Duomo, Oderzo,
- Polittico di san Floriano, olio su tavola, Chiesa San Floriano, Cella di Forni di Sopra (Udine)
- Madonna della Misericordia, chiesa di Santa Maria delle Grazie, Prodolone,
- Predella del paliotto ligneo, Museo Correr, Venezia,
- Trittico con Madonna con Bambino e donatore ed i santi Pietro e Paolo (1488), duomo di San Vito al Tagliamento.

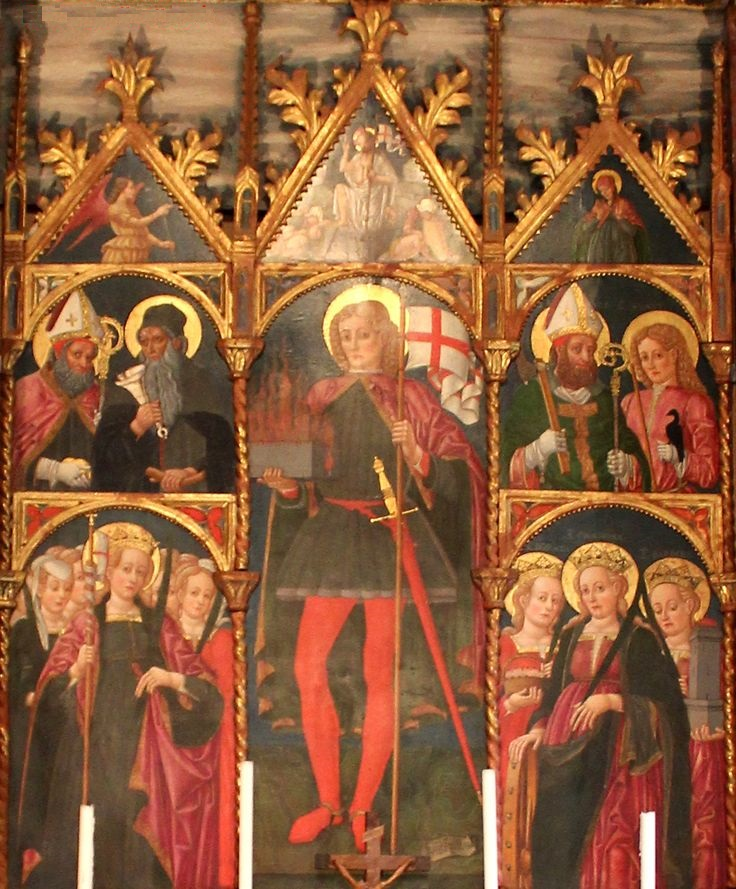
Polittico di San Floriano
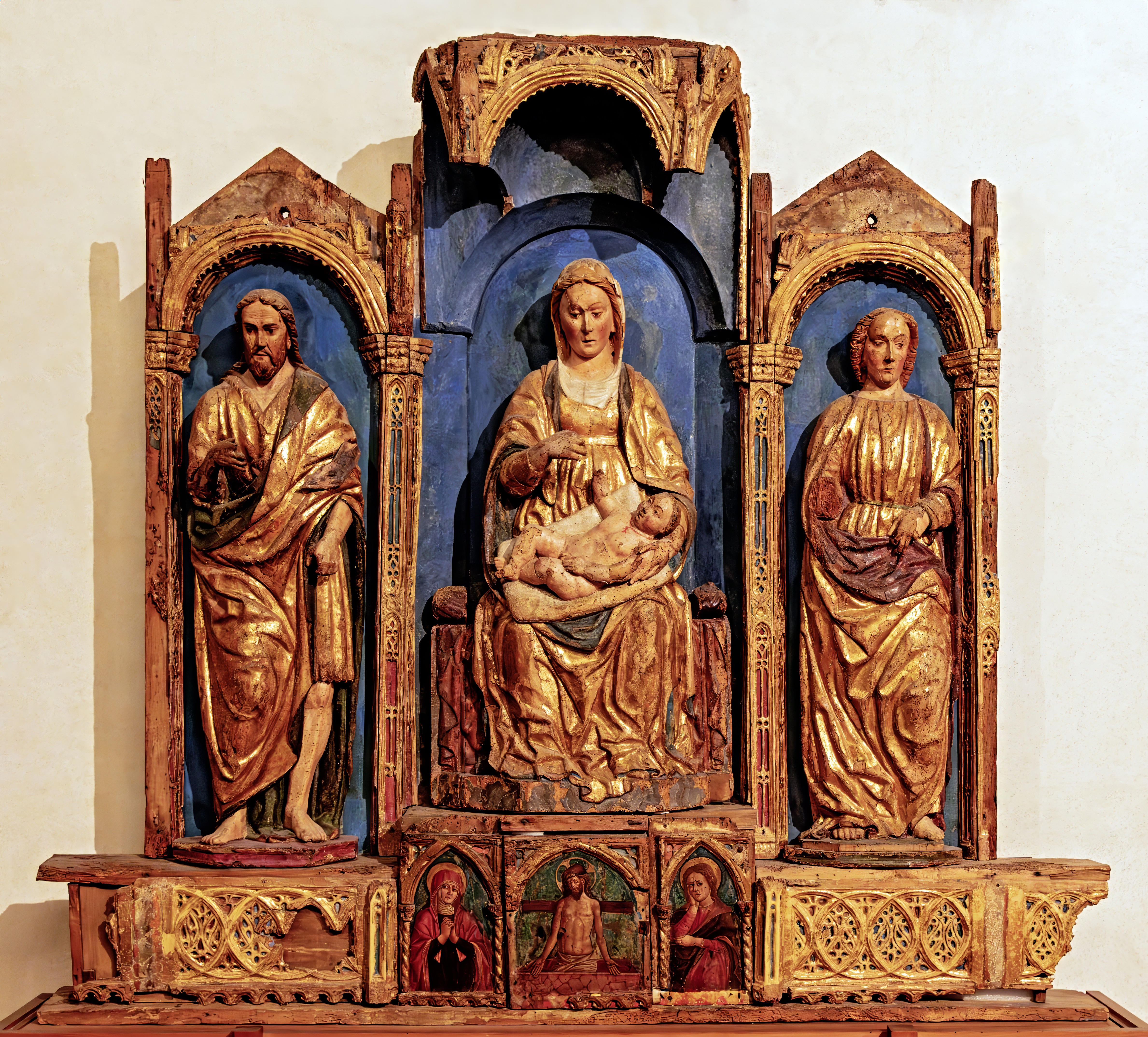
Madonna in trono col Bambino tra San Giovanni Battista e San Tommaso Museo Correr